# Wethbach (Tauber)
Der Wethbach ist ein 5,7 km langer Bach auf der nordöstlichen Hohenloher Ebene ganz im Westen des Landkreises Ansbach, der in Gebsattel von links und Westsüdwesten in die obere Tauber mündet.

## Geographie

### Verlauf
Der Bach entsteht etwa 1,3 km südöstlich des Rothenburger Ortes Bettenfeld neben der Kreisstraße AN 6 von Insingen-Lohr im Südosten nach Bettenfeld im Nordwesten. Er läuft von dort an sehr richtungsbeständig in ostnordöstliche Richtung. In recht flacher und fast ausgeräumter Landschaft und zunächst noch fast ohne Ufergehölz ist er auf zwei Abschnitten Gemarkungsgrenze von Rothenburg am linken zur Gemeinde Insingen am rechten Ufer. Nach etwas über einem Kilometer quert ihn die Staatsstraße 1040 aus Richtung Rothenburg nach Rot am See in Baden-Württemberg (dort L 1040), danach fließt er in etwa 300 Metern Abstand am Dörfchen Herrnwinden im Nordnordwesten vorbei und tritt dann kurz ganz auf Insinger Gemarkung über. Ab hier begleitet eine Gehölzgalerie seine flache, erst etwa 20 Meter unter das Niveau der Randhöhen eingegrabene Mulde.
Einen knappen Kilometer später quert ihn die Staatsstraße 2419 von Rothenburg im Norden nach dem Insinger Gemeindeteil Lohr im Süden; hier tritt er endgültig auf die Gemarkung der Gemeinde Gebsattel über und durchläuft bald einen etwa 0,3 ha großen Weiher. Auf seinem Lauf passiert er dann eine namenlose Häusergruppe am linken Ufer, bei der er einen unter 0,1 ha kleinen Weiher speist und von welcher her ihm in fast parallelem Lauf etwa 0,3 km bachab ein Auengraben erreicht. Wenig später streift er den südlichen Ortsrand von Gebsattel, an dem er seine einzige enge Bachschlinge schlägt. Dann trennt er die Siedlungszeile längs der Hirtengasse im Süden vom übrigen linkstauberischen Gebsattel und mündet an der Flussbrücke der Weißenstraße von links und zuletzt Westen in die obere Tauber, nur einen Steinwurf oberhalb der Mündung des Kirnberger Mühlbachs an der Dorfmühle gegenüber.

### Einzugsgebiet und Zuflüsse
Der Wethbach hat ein langgezogenes Einzugsgebiet von etwa 5,2 km² Größe, in dem höchstens in 0,4 km Abstand von der rechten Wasserscheide läuft, während die linke am Mittellauf bis zu 1,2 km entfernt liegt. Deshalb hat er nur linke Zuflüsse. Außer dem erwähnten Auengraben nahe bei Gebsattel ist davon nur ein etwa 0,7 km langer Graben recht beständig, der nördlich von Herrnwinden entsteht, unmittelbar neben Feldern läuft und südöstlich des Ortes mündet; die anderen Zuflüsse sind austrocknende Gräben, die oft Feldwege begleiten.
Das Einzugsgebiet liegt zwischen denen der anderen linken Tauberzuflüsse Lohrbach rechts und im Süden sowie der Schandtauber links im Westen und im Norden. Neben dem Unterlauf zwängt sich noch das kleine Einzugsgebiet des Wethbachgrabens im Norden vor das der Schandtauber.
Der höchste Punkt im flachhügeligen, nach Osten hin abfallenden, fast waldfreien und größtenteils von Feldern bedeckten Einzugsgebiet liegt an seinem Westrand dicht am Wethbach-Ursprung auf einem etwa 450 m ü. NN hohen Hügel; auch an seiner Nordwestecke zwischen Bettenfeld und Herrnwinden werden einmal 449 m ü. NN erreicht.

### Flusssystem Tauber
- Fließgewässer im Flusssystem Tauber

### Gemeinden und Ortschaften
am Lauf mit ihren Zugehörigkeiten. Nur die Namen tiefster Schachtelungsstufe bezeichnen Siedlungsanrainer.
- Landkreis Ansbach
  - Stadt Rothenburg ob der Tauber
    - (nur Gebietsanrainer, fast nur links)

  - Gemeinde Insingen
    - (nur Gebietsanrainer, überwiegend rechts)

  - Gemeinde Gebsattel
    - Isolierte Gebäudegruppe (namenlos, links)
    - Gebsattel (Kirchdorf, überwiegend links)

## Geologie
Ursächlich für den geringen Zulauf aus Nebenbächen dürfte die Verkarstung der nördlichen Hohenloher Ebene sein. Hier liegt nämlich im Untergrund der subrosionsanfällige Obere Muschelkalk. Er wird in der weiteren Talmulde des Bachs von einer allenfalls dünnen Lettenkeuper-Schicht (Erfurt-Formation) bedeckt und dieser wiederum in den Kammlagen, vor allem an der Wasserscheide zur Schandtauber im Norden, von quartärem Lösssediment.